# Acton (Kalifornien)
Acton ist ein census-designated place (CDP) im Nordwesten des Los Angeles County im US-Bundesstaat Kalifornien. Das U.S. Census Bureau hat bei der Volkszählung 2020 eine Einwohnerzahl von 7431 ermittelt.
Der Name des Ortes leitet sich von der Siedlung Acton in Massachusetts ab. 

## Geographie
Acton liegt in Reichweite des Antelope Valleys am Santa Clara River, der in den San Gabriel Mountains entspringt. Die California State Route 14 führt an Acton vorbei in die Mojave-Wüste.

## Geschichte
Von 1873 bis 1876 handelte es sich bei Acton lediglich um ein Lager für den Bau einer Bahnstrecke der Southern Pacific Railroad. Um 1900 versuchte der damalige Gouverneur von Kalifornien, Henry T. Gage, die Hauptstadt Kaliforniens von Sacramento nach Acton zu verlegen, da sich in Acton Gages eigene Mine befand. 
Acton entwickelte sich in den anfänglichen Jahren des 20. Jahrhunderts zu einer land- und viehwirtschaftlich geprägten Siedlung.
Die Bahnstrecke der Southern Pacific Railroad war über Jahrzehnte die wichtigste Bahnverbindung zwischen dem San Joaquin Valley und Los Angeles. Mit dem Bau des Palmdale Cutoff, einer Strecke von Palmdale nach Colton, sank die Bedeutung des über Acton führenden Abschnitts jedoch. 1979 wurde diese Teilstrecke stillgelegt und 1992 an die Los Angeles County Transportation Commission verkauft, um sie wieder für den Schienenpersonennahverkehr zu nutzen. Seit 1994 fahren wieder Personenzüge durch Acton. Sie verbinden als Antelope Valley Line des Metrolink-Systems Los Angeles mit Lancaster. Die Station Vincent Grade/Acton liegt unmittelbar östlich von Acton in Vincent.

## Trivia
In Acton wurde 1986 der erste Gnadenhof (Farm Sanctuary) in den Vereinigten Staaten eingerichtet. Nahe Acton befindet sich auch die Shambala Preserve, ein Wildtierpark, der durch die Schauspielerin Tippi Hedren gegründet wurde. 
2006 wurde hier ein Teil von Dead Girl, 2017 auf einer Farm bei Acton ein Teil von Alien Convergence – Angriff der Drachenbiester gedreht. 